# François Hippolyte Lalaisse
Ne doit pas être confondu avec Charles de Lalaisse.
 (septembre 2016).
François Hippolyte Delalaisse alias Lalaisse, né le 27 janvier 1810 à Nancy et mort le 13 mars 1884 dans le 6e arrondissement de Paris, est un peintre et illustrateur français.

## Biographie
Il est le fils d'Augustin Delalaisse, géomètre, et de Thérèse Barbe Louise Perrez. Il arrive à Paris dans les années 1830 et y devient élève de Charlet. Il est plus tard son adjoint puis son successeur en qualité de professeur de dessin à l'École polytechnique où il enseigne de 1839 à 1877. L'exercice de cette fonction lui vaut d'être décoré de la Légion d'honneur en 1875.
C'est le père de Cham qui lui acheta son premier tableau.
L'éditeur Pierre Henri Charpentier lui confia son livre sur les Costumes et vues pittoresques de la Bretagne (1848).
Il expose au Salon à partir de 1835.
Lalaisse a publié une grande quantité[réf. souhaitée] de lithographies sur les costumes régionaux ou les uniformes. Hélas une grande partie de son œuvre et de ses notes ont été perdues au fil du temps.

## Lalaisse en Bretagne

### Contexte
Paris est en ébullition dans les années 1830 lorsque Lalaisse s'y trouve. Le débat fait rage entre les différents artistes sur les enseignements des académies. Des voix s'élèvent pour critiquer les normes strictes instituées par ces institutions et l'envie de renouveau se fait de plus en plus sentir. Charlet est d'ailleurs un des meneurs de ces nouvelles revendications. Il critique notamment l'utilisation excessive de l'Antiquité dans l'art et prône l'idée qu'il faut laisser le passé et s'intéresser à l'homme contemporain. On observe un changement chez les artistes qui se penchent maintenant sur l'étude de la société dans laquelle ils évoluent. Ainsi, on peut imaginer que Lalaisse qui étudie auprès de Charlet beigne dans cette nouvelle vision de l'art qui s'intéresse à l'homme du quotidien.
Le voyage de Lalaisse en Bretagne s'inscrit donc dans ce contexte de renouveau artistique, mais est aussi lié à un contexte social. La société bourgeoise de l'époque entre dans un phénomène de rejet de toute trace de modernité. L'homme bourgeois veut fuir la ville et rêve de paysages lointains et exotiques qui n'auraient pas été pervertis par la modernité. Le but est de voyager pour être complètement dépaysé. Ainsi la Bretagne semble être la destination toute trouvée.

### Lalaisse et les costumes bretons

#### Un sujet qui n'a rien de nouveau
Lalaisse lors de son voyage s'intéresse aux costumes locaux dont on retrouve plusieurs représentations dans « la Galerie Armoricaine ». Pourtant, en soit cet intérêt pour les costumes n'est pas nouveau puisque avant Lalaisse on retrouve de nombreux travaux sur ce sujet. Dès la seconde moitié du XVIIIème on observe une curiosité pour les vêtements populaires qui s'explique par la prise de conscience dès le XVIe siècle qu'il existe d'autres croyances morales et religieuses que celle que l'on trouve sur le territoire européen. En France cela se traduit par la reconnaissance qu'il existe sur son territoire différentes cultures. L'une des cultures les plus prisées par la recherche est la culture celte. Ainsi, la Bretagne dès le début du XIXe siècle avec le développement de la celtomanie devient un sujet de recherche très populaire. Cependant, ce n'est pas parce que ce sujet n'est pas inexploité quand Lalaisse voyage en Bretagne en 1843 qu'il faut réduire l'importance qu'il a eue dans ce domaine. Grâce à ses nombreux croquis et les commentaires qui les accompagnent il est devenu une source non négligeable sur le costume breton du milieu XIXème.

#### Une source importante, mais un travail à nuancer
Le travail Lalaisse est une source très importante et est encore largement utilisé dans les cercles celtiques pour confectionner des costumes, il ne s'agit en rien de diminuer la valeur de ses croquis mais d'apporter une nuance. Certes, Lalaisse a permis d'avoir une documentation d'une très grande ampleur et très fidèle à la réalité. Cependant, on retrouve dans ces croquis une tendance à représenter avec une plus grande attention les beaux habits. On retrouve quelques représentations de paysans et de tenues de travail mais souvent les commentaires qui accompagnent ces croquis sont beaucoup moins nombreux et beaucoup plus concis. Est-ce Lalaisse qui a fait le choix assumé de demander aux personnes de s'habiller de leur plus beaux habits du dimanche ? Ou est-ce que spontanément les habitants revêtaient leurs plus beaux habits pour être croqués ? Rien n'est sûr, cependant, on peut dire avec certitude que le vêtement du quotidien qui n'est souvent qu'un vêtement de toile est beaucoup moins représenté par rapport aux beaux costumes qui sont portés de façon plus exceptionnelle.
Le problème suivant avec le travail de Lalaisse est l'absence dans ses croquis de la représentation des mendiants. Or, en confrontant son travail à d'autres témoignages il semble impossible qu'il n'ait croisé aucun mendiant lors de son voyage puisque les récits de ses contemporains font tous l'observation suivante : le nombre de mendiants est phénoménal surtout lors des pardons et sur les lieux de pèlerinage. Il semble donc qu'il n'avait aucun intérêt pour la question. Ainsi, il nous peint un tableau très sélectif de la Bretagne puisque la société rurale n'est pas représentée dans son ensemble (la misère est laissée de côté), les costumes majoritairement montrés ne sont pas ceux du quotidien mais les beaux habits du dimanche et il a tendance à plutôt représenter les plus aisés. Toutefois, il ne faut pas oublier que ces croquis se sont faits dans un but de vente. En 1843, les Charpentier font appel à lui pour qu'il aille dessiner les costumes de Bretagne afin de les publier dans « la Galerie Armoricaine ». Ainsi, le but de ces représentations est d'être vendues au grand public. Finalement, ces représentations s'inscrivent dans le contexte de la recherche de l'exotisme et d'un intérêt prononcé pour le folklore. La Bretagne correspondait le plus au goût de l'époque et de ce fait s'est trouvée représentée à travers de nombreux clichés par les artistes. Bien que Lalaisse évite de nombreux clichés véhiculés à son époque il n'en demeure pas moins que par son travail sur les costumes il a lui aussi participé à la création du cliché breton (voir la Section "Clichés bretons ?", Galeries permanentes, Musée d'Art et d'Histoire de Saint-Brieuc).

## Publications
- Empire français : L'armée et la garde impériale par Lalaisse.
- L'Armée Française et ses Cantinières. Paris.
- Types militaires du troupier français Paris-Morier-1860.
- La Garde Nationale à Cheval pendant le Siège de Paris. Illustré de 13 dessins par H. Lalaisse, 3 compositions de R. Goubie et 8 Portraits par Edmond Morin. Paris, Bonaventure, 1871.
- Louis Moll, Eugène Nicolas Gayot : La connaissance générale du cheval : études de zootechnie pratique, avec un atlas de 160 pages et 103 figures dessinés par François Hippolyte Lalaisse et gravées par Huyot.
- Galerie Armoricaine. Costumes et vues pittoresques de la Bretagne. Nantes, Charpentier Père et Fils, 1848.
- Nantes et la Loire-Inférieure. Monuments anciens & modernes, Sites & Costumes pittoresques. Accompagnés de Notices historiques, archéologiques, descriptives, par Pitre Chevalier, Emile Souvestre et une société d'hommes de lettres du Pays. Nantes, Charpentier, 1850.
- La Normandie illustrée. Monuments, sites, costumes de la Seine - inférieure, de l'Eure, du Calvados, de l'Orne et de la Manche. Nantes, Charpentier père, 1854.

## Galerie

Œuvres de François Hippolyte Lalaisse
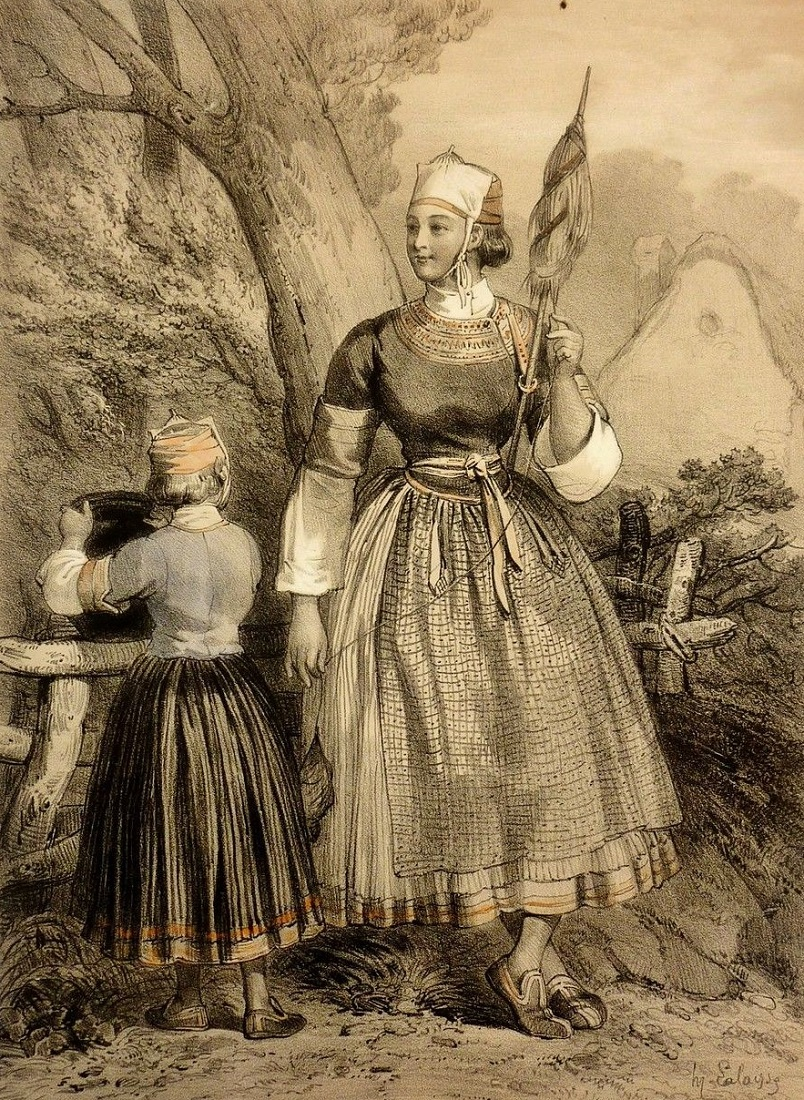
Femme de pont-l'Abbé, paru dans Galerie armoricaine, 1848.
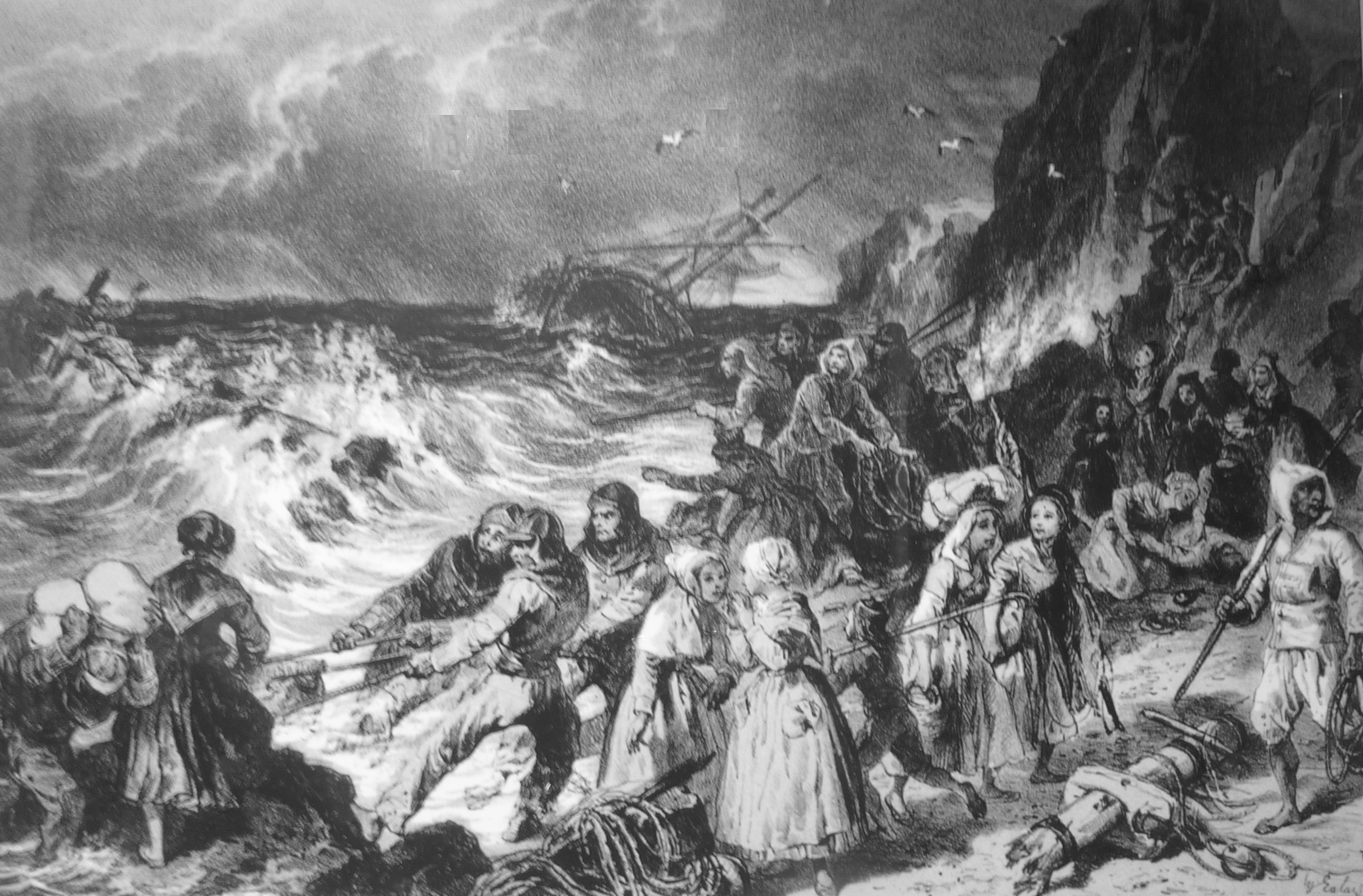
Scène de naufrage au pays de Kerlouan, Quimper, musée départemental breton.
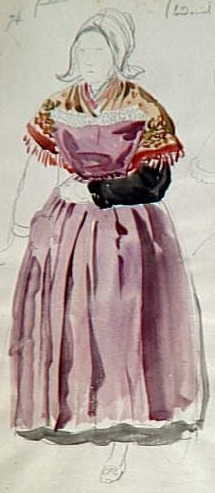
Femme de Ploudaniel, étude de costume, Marseille, musée des civilisations de l'Europe et de la Méditerranée.
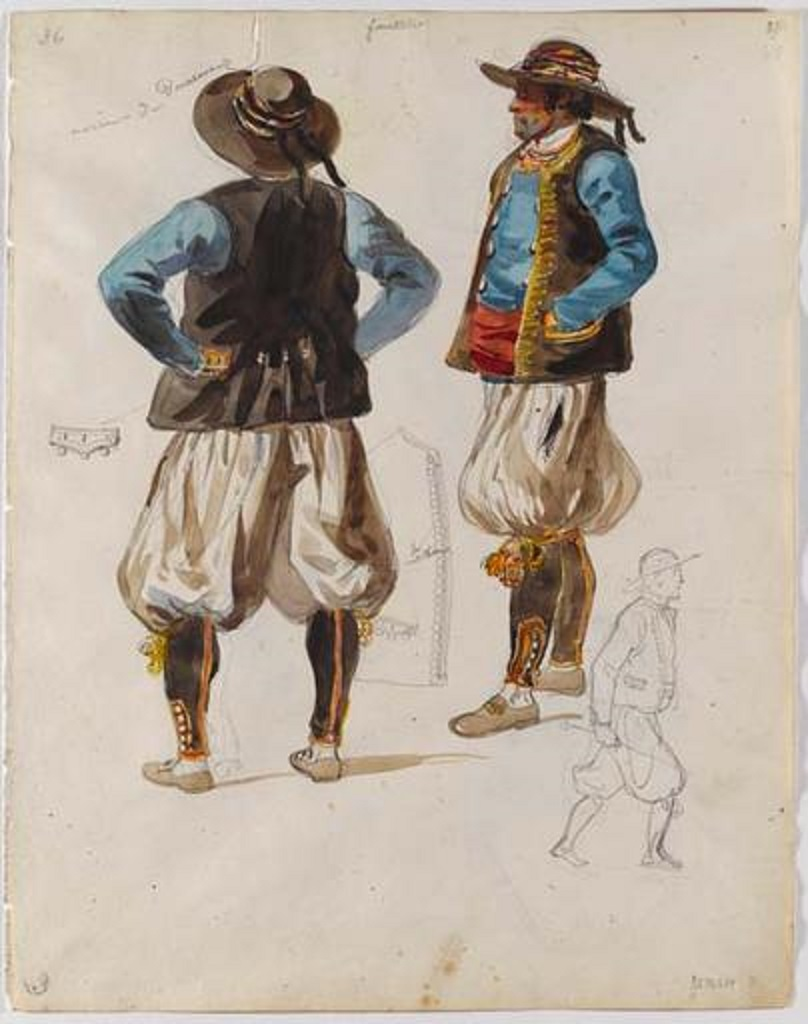
Homme de Douarnenez (1843), Marseille, musée des civilisations de l'Europe et de la Méditerranée.
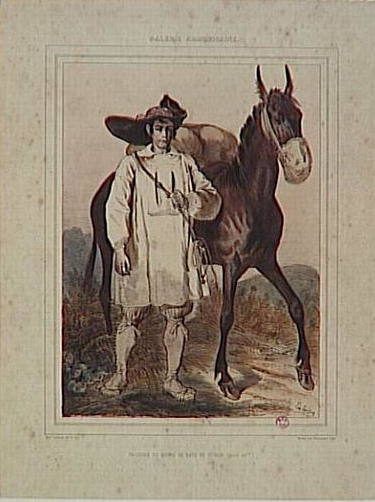
Paludier du bourg ded Batz en voyage (1845-1846), Marseille, musée des civilisations de l'Europe et de la Méditerranée.
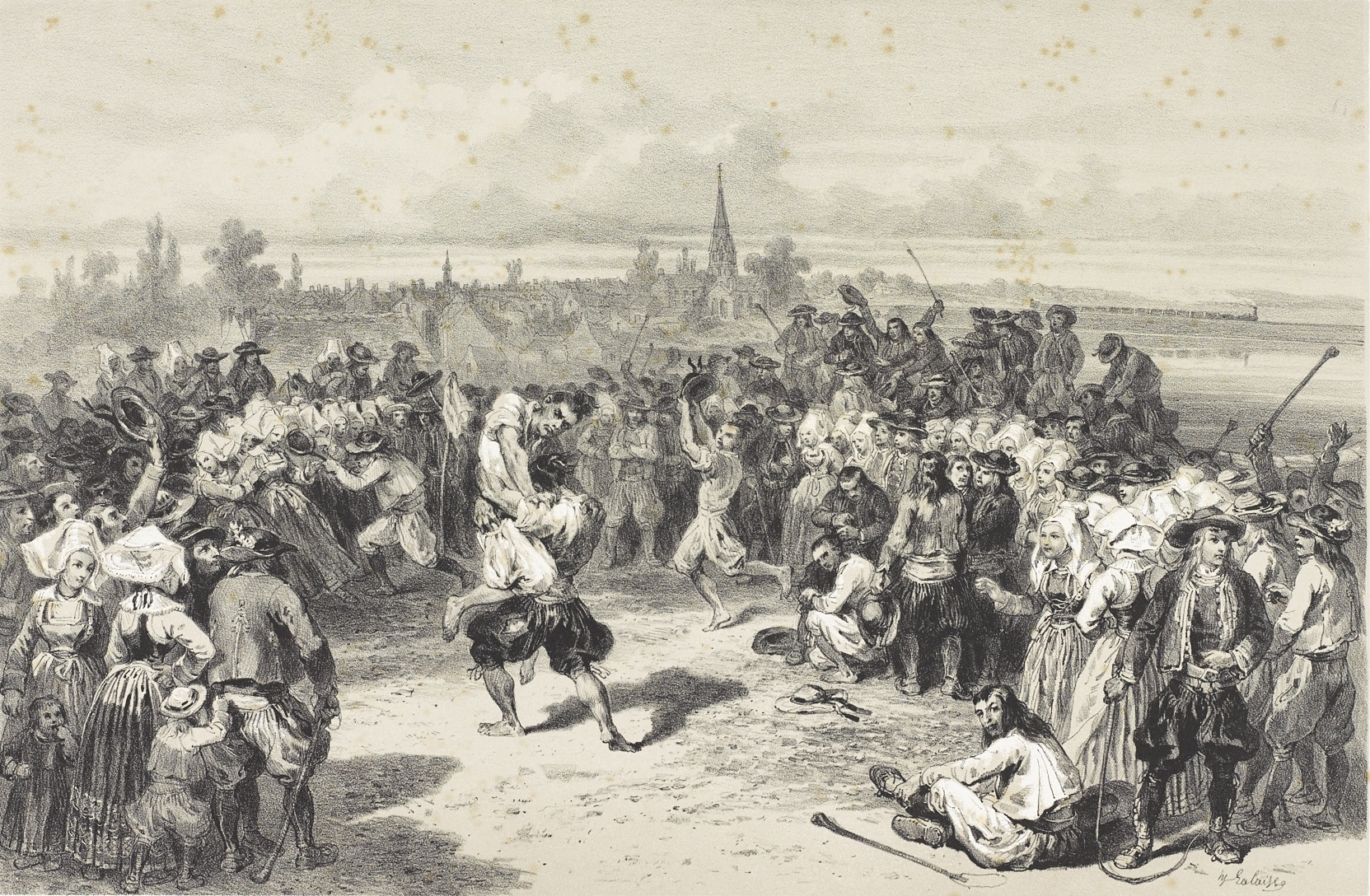
Lutte bretonne à Rosporden (Gouren), musée de Bretagne.
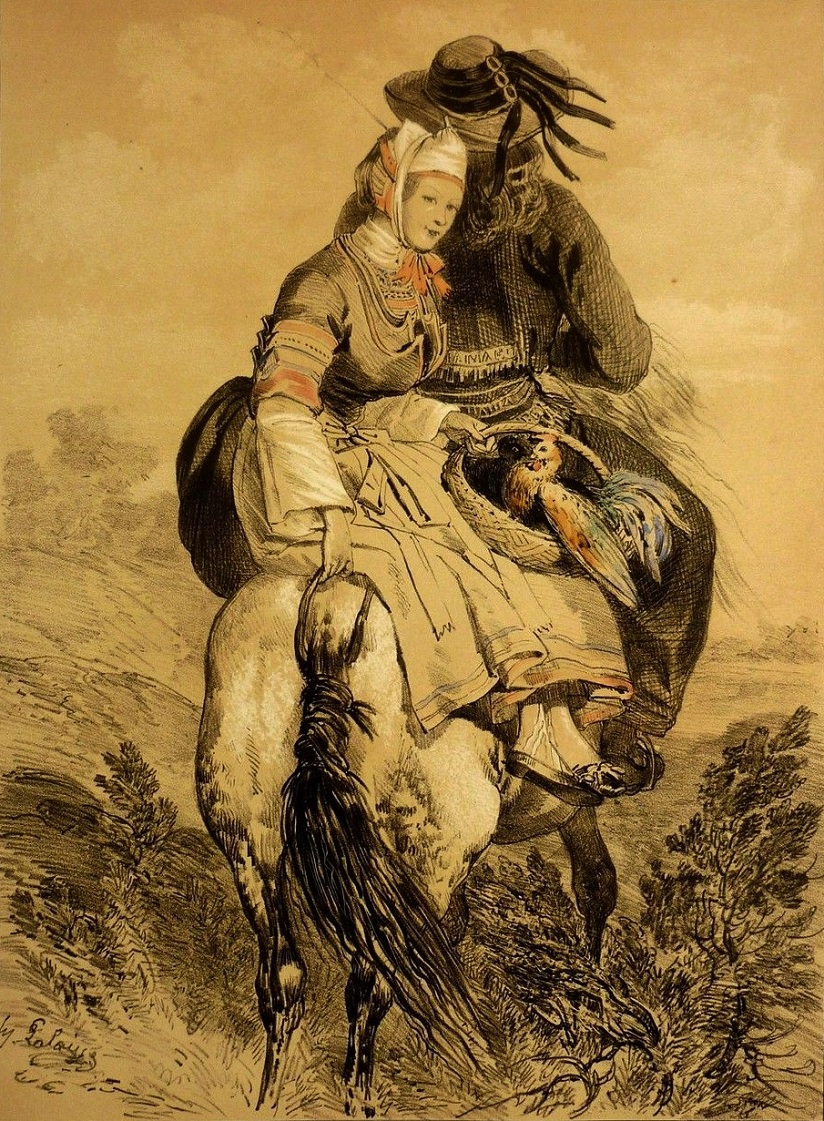
Homme et femme de Pont-l'Abbé, paru dans Galerie armoricaine, 1848.

## Extraits de la Galerie Armoricaine

La Galerie Armoricaine
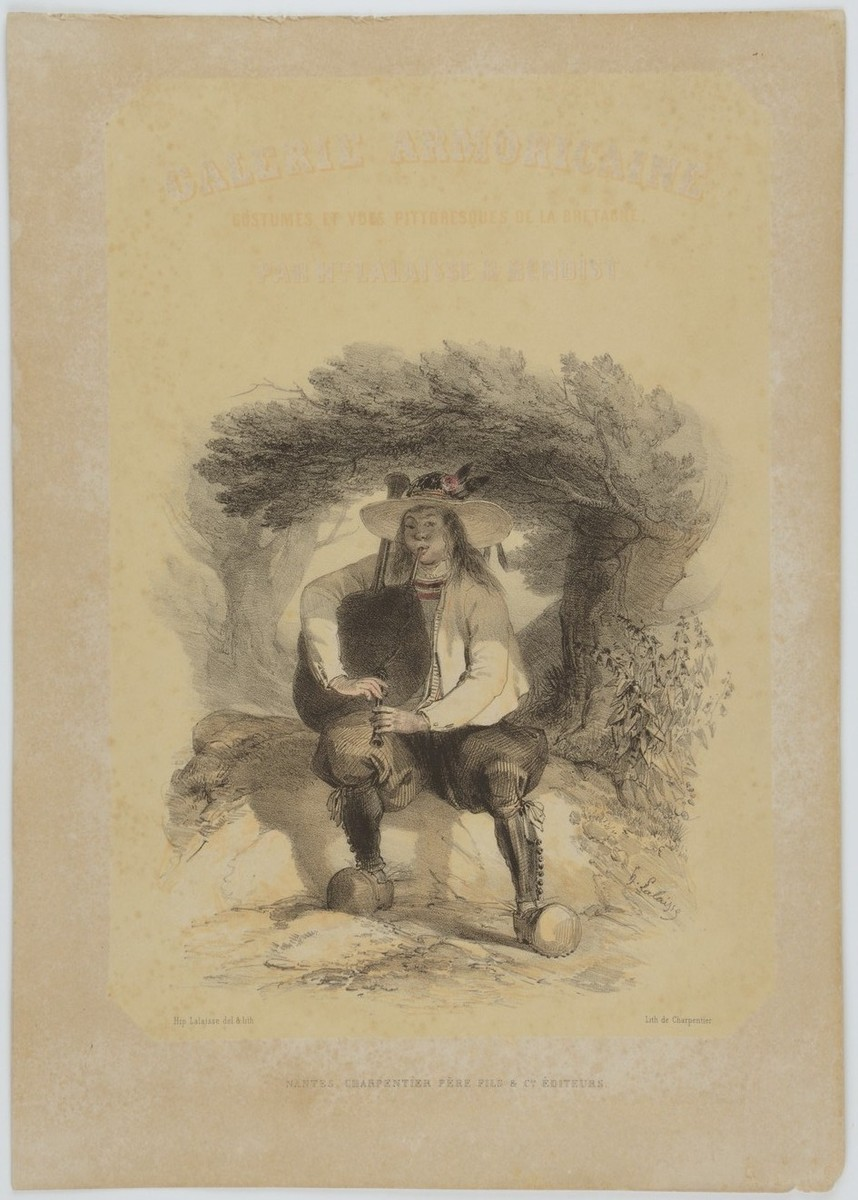
La Galerie Armoricaine, Collection Musée d'art et d'histoire de Saint-Brieuc

## Expositions

### Expositions temporaires
- Les Français peints par eux-mêmes - Panorama social du XIXe siècle, Musée d'Orsay, Paris, 1993.
- Parler provinces, des images, des costumes, Musée national des Arts et Traditions populaires, Paris, janvier-décembre 1994.

### Expositions permanentes
- Section "Clichés bretons ?", Galeries permanentes, Musée d'Art et d'Histoire de Saint-Brieuc[8]

## Collections publiques
- Musée des Civilisations de l'Europe et de la Méditerranée, Marseille, Album François Hippolyte Lalaisse[9].